# Brendan McKay
Brendan Damien McKay (Melbourne, 26 de outubro de 1951) é um matemático e cientista da computação australiano, professor emérito da Research School of Computer Science da Universidade Nacional da Austrália (Australian National University - ANU).
McKay obteve um Ph.D. em matemática na Universidade de Melbourne em 1980, apontado Assistant Professor of Computer Science na Universidade Vanderbilt, Nashville, no mesmo ano (1980–1983). Sua tese, Topics in Computational Graph Theory, foi conduzida sob orientação de Derek Holton. Recebeu a Medalha Australian Mathematical Society de 1990. Foi eleito fellow da Australian Academy of Science em 1997, e apontado Professor of Computer Science da ANU em 2000.
Foi  palestrante convidado do Congresso Internacional de Matemáticos em Hyderabad (2010).